# Veleposlaništvo Republike Slovenije v Turčiji
Veleposlaništvo Republike Slovenije v Turčiji (uradni naziv Veleposlaništvo Republike Slovenije Ankara, Turčija) je diplomatsko-konzularno predstavništvo (veleposlaništvo) Republike Slovenije s sedežem v Ankari (Turčija). Poleg te države to veleposlaništvo pokriva še Azerbajdžan.
Trenutni veleposlanik je Gorazd Renčelj.

## Veleposlaniki
- Gorazd Renčelj (2023—danes)
- Primož Šeligo (2019-2022)
- Igor Jukič (2015-2019)[1]
- Milan Jazbec (2010-2015)
- Mitja Štrukelj (2006-2010)
- Andrej Grasselli (?-2005)